# ツジタアヤ
ツジタアヤは日本の元・漫画家。現在はWEBディレクター兼デザイナー。
代表作にClubとDJとDTMを題材にした「【sClot;」や「イラストで観る予科練と海軍航空隊」などがある。